# Malagazzia carolinae
Malagazzia carolinae is een hydroïdpoliep uit de familie Malagazziidae. De poliep komt uit het geslacht Malagazzia. Malagazzia carolinae werd in 1900 voor het eerst wetenschappelijk beschreven door Mayer. 